# Møllerens Datter
Møllerens Datter er en dansk stum melodramafilm fra 1912 produceret af Filmfabrikken Skandinavien. Filmens instruktør er ukendt. 

## Handling
Den unge letsindige Esther bor med forældrene i den gamle mølle. Missionæren Elkan frier til Esther, og forældrene støtter ønsket. Esther er ikke uvillig, men føler ikke, at han helt har vundet hendes hjerte. En ung kunstmaler kommer ud for et dramatisk biluheld tæt ved møllen, og han bringes til møllen, hvor Esther plejer ham. Han bliver betaget af Esther, og de to stikker af sammen til storbyen. Kunstmaleren er dog falsk, og ved et kostumebal erklærer han sin kærlighed for en anden kvinde. Esther forsøger at begå selvmord, men en ældre rentier redder hende og tager sig af hende som en far. Rentieren dør uden at betænke Esther i et testamente, og Esther er atter alene. Hun møder Elkan og forstår, at han er hendes frelser, og de to finder sammen.

## Medvirkende
- Jelwa Petersen som Esther, møllerdatter
- Jon Iversen som Emerich, en ung maler
- Elith Pio som	"Røde Joakim"
- Elisabeth Christensen som Anna, møllerens kone
- Svend Cathala som Vaskeribestyrer
- Holger Bæk som Jean, maler
- Christian Kørne som Antoine, maler
- Ludvig Nathansen som En vært i et spisehus
- Solborg Fjeldsøe som Frøken Haussen
- Soffy Pio som Frøken Ziebel
- Valborg Neuchs som En pige hos Lentz
- Johan Jensen som En læge
- Johannes Kilian som Hans Langen, møller
- Bertha Lindgren som Marion
- Carl Petersen	Lentz, en gammel rentier
- Arnold Petersen som Elkan, missionær
- Aksel Nielsen som Frantz, maler
- Tage Hertel som Halck
- Camilla Folmersen som Louise
- Elith Petersen som En tjener hos Lentz
- Hr. Sonnegaard som Wittgenstein